# Сафроновська
Сафро́новська (рос. Сафроновская) — присілок у складі Верховазького району Вологодської області, Росія. Входить до складу Колензького сільського поселення.

## Населення
Населення — 12 осіб (2010; 15 у 2002).
Національний склад (станом на 2002 рік):
- росіяни — 100 %